# Nuevo modelo laboral (México)
El nuevo modelo laboral es una reforma laboral mexicana, presentada el 18 de noviembre de 2020, que busca mejorar los mecanismos de justicia laboral, además de incluir la votación personal, libre, directa y secreta de las personas trabajadoras para decidir sobre sus dirigencias y contratos colectivos. Recoge los principios de las modificaciones a la Constitución Política de los Estados Unidos Mexicanos, a los artículos 107 y 123, realizadas en 2017, el Convenio 88 de la Organización Internacional del Trabajo, ratificado por México en 2018, y el Anexo 23-A del Tratado de Libre Comercio entre México, Estados Unidos y Canadá, ratificado en 2019.
La primera etapa de implementación se dio en ocho estados: Campeche, Chiapas, Durango, Estado de México, San Luis Potosí, Tabasco, Hidalgo y Zacatecas, a través de una unidad de enlace que se encarga de llevar a cabo los trabajos para que el sistema pueda operar.
La reforma tiene en dos ejes fundamentales: la transformación del sistema de justicia laboral para hacerla realmente expedita e imparcial y  la democracia sindical. Se eliminan las Juntas de Conciliación y Arbitraje y se crean los Tribunales Laborales, dependientes del Poder Judicial, y los Centros de Conciliación federal y locales. Se privilegia la conciliación obligatoria previa a juicio.
Asimismo mediante la reforma se creó el Centro Federal de Conciliación y Registro Laboral,  organismo responsable de los registros de sindicatos y depósitos de contratos colectivos de todo el país, de la conciliación a nivel federal y de la verificación de procedimientos de democracia sindical.
También se plantea que los sindicatos deben actuar con transparencia, establece la obligación de incluir en sus estatutos la presentación, cada seis meses, de sus estados financieros y el uso del patrimonio de la organización sindical a los trabajadores, informe que debe entregarse por escrito a los miembros de la organización y al Centro Federal de Conciliación y Registro Laboral. Además plantea el impulso a la participación de las mujeres en la vida sindical, por lo que ordena que los sindicatos establezcan en sus estatutos que las directivas contemplen la proporcionalidad de género.
La reforma establece un proceso único de legitimación de contratos colectivos: las personas trabajadoras deberán avalar mediante su voto personal, libre, directo y secreto sus contratos colectivos vigentes. Este proceso se realizará por una única ocasión y si la mayoría de los trabajadores rechaza el contrato colectivo, éste se tendrá por terminado, conservando los trabajadores las prestaciones y condiciones de trabajo contempladas en el contrato colectivo que sean iguales o superiores a las establecidas en la ley.